# Self-Portrait in a Convex Mirror

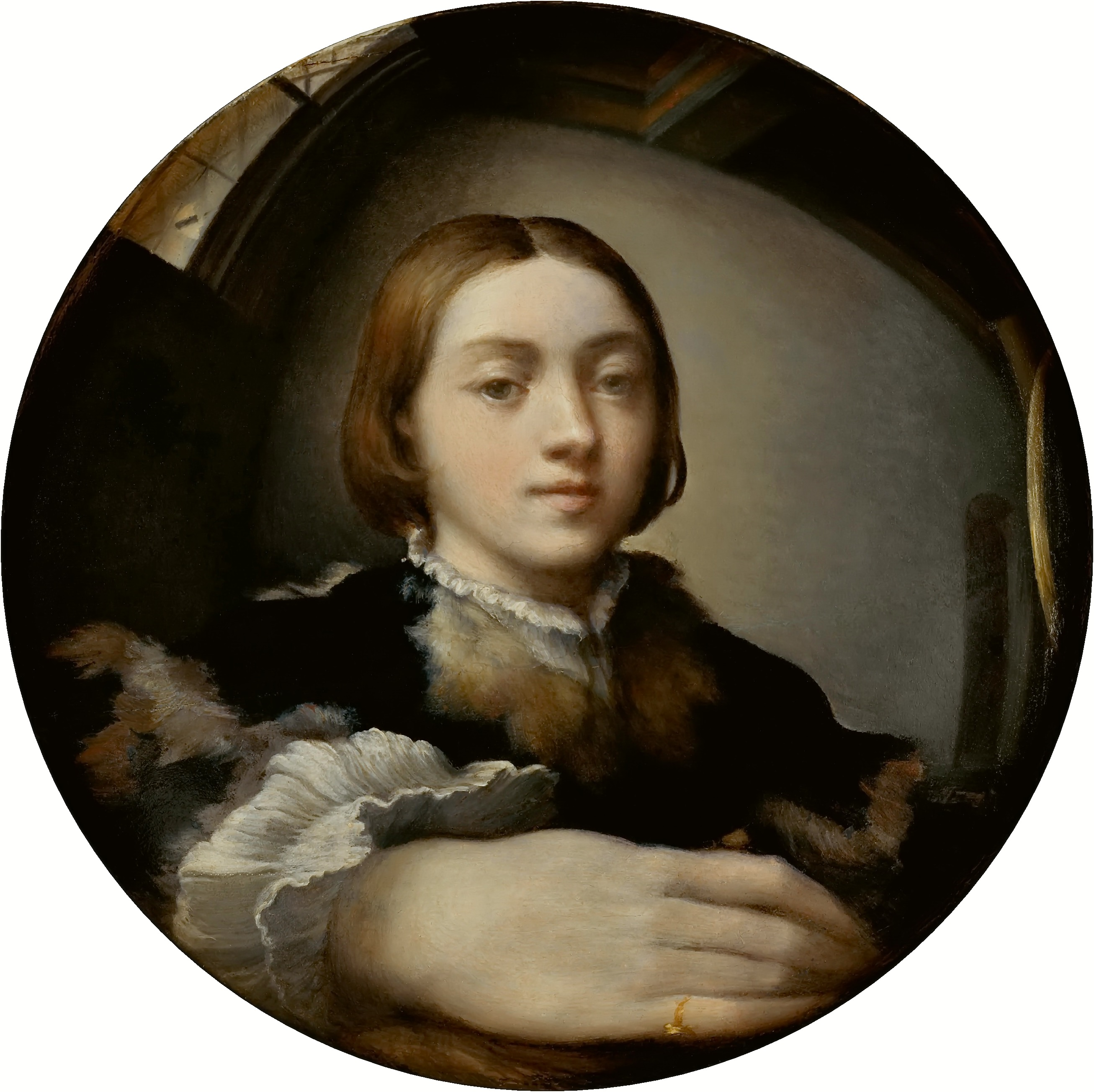
Inspiracja dla Johna Ashbery’ego był obraz Parmigianina

Self-Portrait in a Convex Mirror – tomik amerykańskiego poety Johna Ashbery’ego, opublikowany w 1975. Zbiorek otrzymał Nagrodę Pulitzera w dziedzinie poezji za rok 1976, jak również National Book Award i National Book Critics Circle Award. Wiersz Self-Portrait in a Convex Mirror na język polski przełożył Piotr Sommer.